# Frankenstein 2.0
Frankenstein 2.0 è un concept-album del cantautore italiano Enrico Ruggeri, pubblicato il 17 marzo 2014 e distribuito da Sony Music.
Si tratta di un remake dell'album precedente del cantautore, Frankenstein, completamente risuonato e con sonorità più vicine all'elettronica. Contiene i brani inediti L'onda, che è stato estratto come singolo, In un paese normale ed Insegnami (L'amore), mentre La nave viene sostituito da La voce della nave.
Nel mese di luglio 2014 viene pubblicato il video del brano "In un paese normale" in una nuova versione più rock prodotta da Marco Barusso, che vede la partecipazione del duo comico Ale e Franz.

## Tracce
Testi e musiche di Enrico Ruggeri, tranne dove indicato.
1. L'onda – 4:05
2. La voce della nave – 1:32
3. Il capitano – 3:26
4. Le affinità elettive – 2:56
5. La folle ambizione – 3:38
6. Frankenstein – 3:45
7. In un paese normale – 3:30
8. Per costruire un uomo – 4:01
9. Insegnami (L'amore) – 3:43
10. Diverso dagli altri – 3:46
11. Aspettando i superuomini – 5:16
12. Il cuore del mostro – 3:58
13. Ucciderò (Se non avrò il mio amore) – 3:38
14. L'odio porta odio – 3:11
15. Il tuo destino è il mio – 3:33
16. L'infinito avrà i tuoi occhi – 4:22 (Enrico Ruggeri, Luigi Schiavone)

## Formazione
- Enrico Ruggeri – voce
- Francesco Luppi – tastiera
- Paolo Zanetti – chitarra
- Luigi Schiavone – chitarra, programmazione, basso, tastiera
- Fabrizio Palermo – basso, cori
- Marco Orsi – batteria
- Marco Barusso – chitarra, programmazione, basso, tastiera. (su "In un paese normale" Remake).

## Classifica FIMI
| Posizione | 62 | 67 | 88 | - |